# La Favorite (film)
Pour les articles homonymes, voir Favorite.
Pour plus de détails, voir Fiche technique et Distribution.
La Favorite (en anglais : The Favourite) est un film de comédie sombre semi-biographie satirique d'époque américano-irlando-britannique réalisé par Yórgos Lánthimos, co-écrit par Deborah Davis et Tony McNamara et produit par Ceci Dempsey, Ed Guiney, Lee Magiday et Lánthimos, sorti en 2018. Situé dans l'Angleterre du XVIIIe siècle pendant la guerre de succession d'Espagne entre la France et l'Angleterre, le film examine la relation entre les cousines Sarah Churchill, Duchesse De Malborough (Rachel Weisz) et lady Abigail Masham (Emma Stone) pendant qu'elles tentent de devenir la favorite de la cour de la reine Anne (Olivia Colman).

## Synopsis
Au début du XVIIIe siècle, l’Angleterre et la France s'affrontent lors de la guerre de Succession d'Espagne. Pendant que, sur le continent, le duc de Marlborough guerroie non sans succès contre les Français, la Cour, insouciante, se livre aux courses d'oies et à la dégustation d’ananas.
La reine Anne, boulimique, de santé fragile et au caractère instable, joue avec ses 17 lapins - un pour chaque enfant qu'elle a perdu - tandis que son amie d'enfance Sarah Churchill, duchesse de Marlborough, gouverne à sa place.
Sarah et son mari - elle à la Cour et lui sur les champs de bataille - sont les chefs du parti de la guerre à outrance contre la France.
En face, le camp d'une paix négociée est dirigé par Robert Harley, chef de l'opposition. Grand propriétaire foncier, il est hostile au doublement de taxes que Sarah exige de la Reine pour financer la  poursuite de la guerre et fait valoir le risque d'émeutes dans les campagnes.

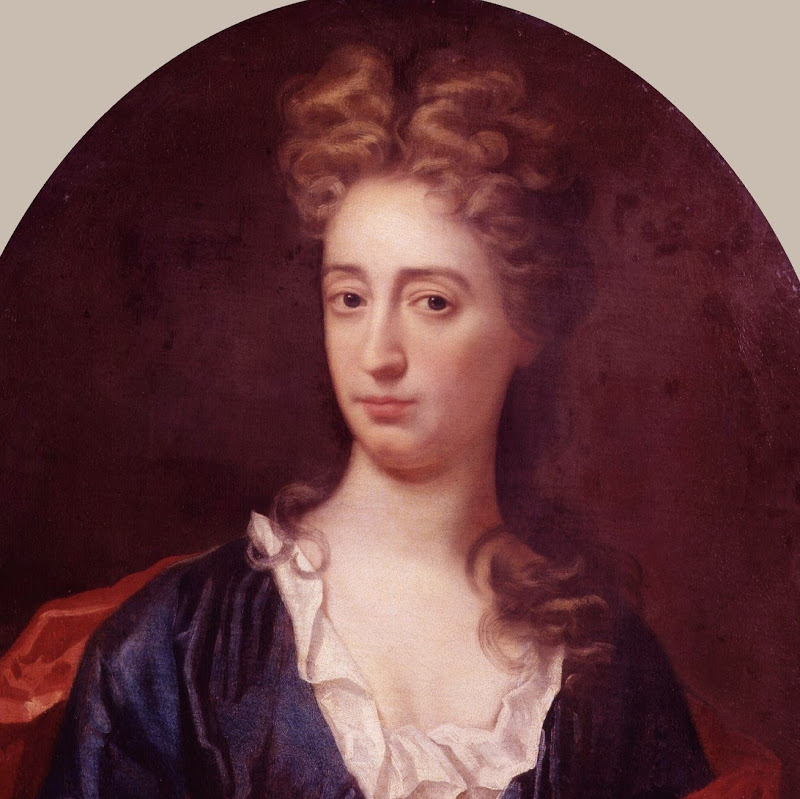
Abigail Masham, baronne Masham.

Abigail Hill, une cousine de Sarah, frappée par la misère, arrive au palais et sollicite celle-ci - qui l'accueille non sans mépris - pour trouver du travail.
On apprend qu'elle a connu plusieurs revers de fortune et qu'elle a même été vendue à un Allemand par son père pour éponger une dette de jeu au whist. Elle travaille d'abord comme soubrette et est cantonnée à des tâches subalternes. Mais un jour, apprenant que la reine a eu une crise de goutte, elle prépare un mélange d'herbes qu'elle va lui appliquer dans sa chambre. Sarah la surprend et la fait d'abord fouetter pour son impudence puis, constatant que les herbes ont soulagé la reine, revient sur sa décision et la fait même nommer Lady of the Bedchamber.
Harley demande à Abigail - non sans une certaine morgue car il sait qu'elle sort du ruisseau - d'espionner Sarah et la reine. Abigail commence par refuser, mais, espionne pour son propre compte, voit Sarah et la reine coucher ensemble. Plus tard, elle consentira à fournir à Harley des informations qui permettront à celui-ci de faire ajourner fort habilement une réunion du Parlement au cours de laquelle la reine devait annoncer une augmentation des taxes pour faire face à l'effort de guerre.
Alors que Sarah est concentrée sur les affaires de la guerre, Abigail se lie d'amitié avec la reine, amitié qui devient sexuelle. Un jour, Sarah découvre ainsi Abigail endormie nue dans le lit de la reine. Estimant cette proximité dangereuse pour elle, elle tente vainement de faire renvoyer Abigail.
Lors d'une réception, Abigail drogue le thé de Sarah. Cette drogue fait tomber celle-ci de cheval alors qu'elle chevauchait seule dans un bois. Trainée inconsciente par son cheval, et grièvement blessée, Sarah se réveille dans une maison close et échappe de justesse à la condition de prostituée. Tandis qu'elle se remet peu à peu, elle demeure introuvable alors que la reine la fait chercher partout. Puis, pensant que Sarah l'a abandonnée pour la rendre jalouse, la reine finit par reporter son besoin d'affection sur Abigail et prend celle-ci sous une aile. Elle la marie ainsi au baron Samuel Masham, et Abigail réintègre alors la noblesse.
Enfin de retour au palais, Sarah pose un ultimatum à la reine : soit celle-ci renvoie Abigail, soit elle dévoile au public sa correspondance épistolaire avec la reine, qui révèlera l'aspect sexuel de leur relation. Rentrée chez elle, prise de scrupules, elle change d'avis et brûle les lettres compromettantes. Mais la reine n'a désormais plus confiance en elle et la chasse de la Cour.
Quand Abigail, désormais promue gardienne de la bourse privée, fait état de détournements d'argent de la part de Sarah, la reine exile cette dernière, ainsi que son mari, le duc de Marlborough, héros de la guerre contre la France, hors d'Angleterre. Robert Harley est nommé Premier ministre et un traité de paix avec la France est négocié.
Abigail profite maintenant pleinement de sa position et s'adonne désormais sans retenue aux fêtes et aux divertissements de la Cour. Alors que, agacée et impatiente, elle attend le réveil de la reine, oubliant toute prudence, elle tente d'écraser un des lapins de celle-ci, avant de le laisser s'échapper, commettant ainsi un véritable crime de lèse-majesté. Ulcérée, la reine, qui l'a vu faire, empoigne alors Abigail par les cheveux et lui ordonne de lui masser les jambes, lui rappelant ainsi qu'elle n'est - et ne sera jamais, quelle que soit sa position, qui ne dépend que de son bon vouloir - qu'une servante.

## Fiche technique
- Titre original : The Favourite
- Titre français : La Favorite
- Réalisation : Yórgos Lánthimos
- Assistants réalisateurs : Atilla Salih Yücer, James Blackwell
- Scénario : Deborah Davis et Tony McNamara
- Montage : Yorgos Mavropsaridis (en)
- Directeur de la photographie : Robbie Ryan
- Décors : Fiona Crombie (en)
- Costumes : Sandy Powell
- Maquillage et coiffure : Nadia Stacey (en)
- Son : Rashad Omar
- Producteurs : Ceci Dempsey, Ed Guiney, Lee Magiday, Yórgos Lánthimos
- Directeurs de production : Michelle Mullen, Liane Escorza
- Société de production : Fox Seachlight Pictures, Film4, Way Point Entertainment, Element Pictures et Scarlet Films
- Société de distribution : Fox Seachlight Pictures (États-Unis), 20th Century Fox France (France)
- Format : couleur — 35mm[1]
- Genre : Historique, biopic et comédie noire
- Durée : 120 minutes
- Dates de sortie :
  - Italie : 30 août 2018 (Mostra de Venise 2018)
  - États-Unis : 23 novembre 2018
  - Québec : 14 décembre 2018
  - Royaume-Uni : 1er janvier 2019
  - France : 6 février 2019

## Distribution
- Olivia Colman (VF : Carole Franck) : Anne d'Angleterre
- Emma Stone (VF : Elisabeth Ventura) : Abigail Hill devenue Abigail Masham
- Rachel Weisz (VF : Anne Dolan) : Lady Sarah Churchill, duchesse de Marlborough
- Nicholas Hoult (VF : Arnaud Bedouët) : Robert Harley, premier comte d'Oxford
- Joe Alwyn (VF : Benjamin Jungers) : Samuel Masham
- Mark Gatiss (VF : Laurent Montel) : John Churchill
- James Smith (en) (VF : Philippe Catoire) : Sidney Godolphin, 1er comte de Godolphin
- Liam Flemming (VF : Loïc Houdré) : Kevin
- Jenny Rainsford (en) (VF : Laurence Dourlens) : Mae
- Elma Delves : une servante de la reine
- Faye Daveney (en) : la servante de Sarah
- Paul Swaine : l'homme qui se masturbe
- Jennifer White (VF : Annie Le Youdec) : Madame Meg
- Lily-Rose Stevens (VF : Alice Orsat) : Sally
- Denise Mack : une servante de cuisine

## Production

### Attribution des rôles
En septembre 2015, Emma Stone, Olivia Colman et Kate Winslet sont engagées pour jouer dans le film réalisé par le cinéaste grec Yórgos Lánthimos, d'après un scénario de Deborah Davi et Tony McNamara. Un mois plus tard, Rachel Weisz remplace Kate Winslet.
En février 2017, Nicholas Hoult complète le casting suivi de Joe Alwyn, la révélation d'Un jour dans la vie de Billy Lynn d'Ang Lee, un mois plus tard.

### Tournage
Le tournage a commencé en mars 2017 en Angleterre.

### Postproduction
L'équipe n'avait pas de compositeur. Le réalisateur choisissait lui-même la musique lors du montage.

## Sortie

### Accueil critique
En France, le site Allociné propose une moyenne des critiques de presse à 3,7/5.
Télérama accorde la note de 5/5 au film La Favorite. Télérama salue le « huis clos explosif, aussi cru que raffiné ». Pour Véronique Cauhapé du Monde, Yorgos Lanthimos éprouve « un malin plaisir à repousser les limites du genre » du film historique offrant « un spectacle où le grandiose s’accorde au grotesque et la trivialité au raffinement ».

### Box-office
- France : 432 230 entrées[11]

## Distinctions

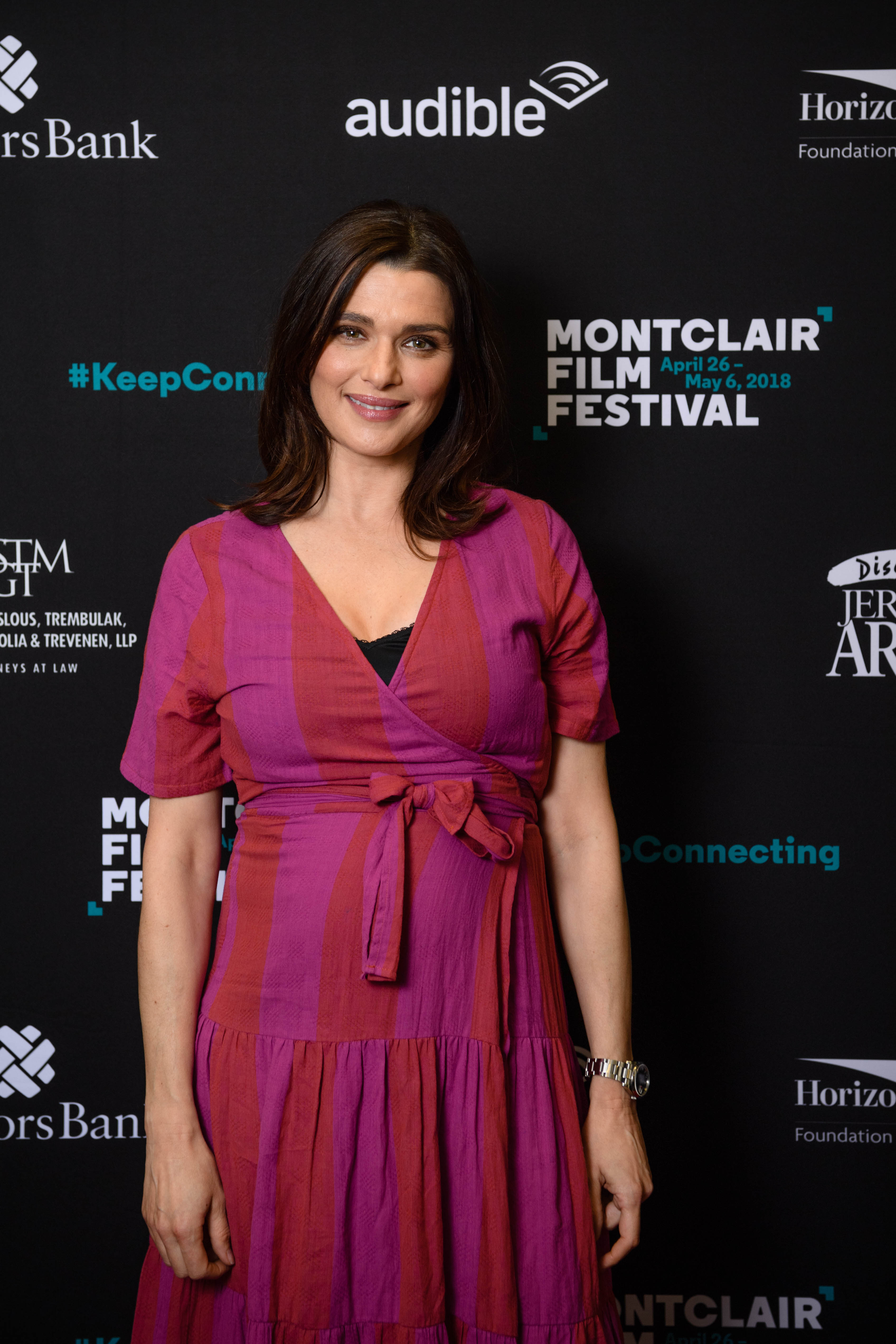
L'actrice Rachel Weisz au Monclair Film Festival, l'année de sortie du film.

### Récompenses
- Mostra de Venise 2018 :
  - Grand prix du Jury
  - Coupe Volpi de la meilleure interprétation féminine pour Olivia Colman
- Festival international du film de La Roche-sur-Yon 2018 : Prix spécial du jury[12]
- Golden Globes 2019 : Meilleure actrice dans un film musical ou une comédie pour Olivia Colman
- Critics' Choice Movie Awards 2019 : Meilleure distribution
- British Academy Film Awards 2019[13]:
  - British Academy Film Award du meilleur film britannique
  - British Academy Film Award de la meilleure actrice pour Olivia Colman
  - British Academy Film Award de la meilleure actrice dans un second rôle pour Rachel Weisz
  - British Academy Film Award du meilleur scénario original pour Deborah Davis et Tony McNamara
  - British Academy Film Award des meilleurs décors pour Fiona Crombie et Alice Felton
  - British Academy Film Award des meilleurs costumes pour Sandy Powell
  - British Academy Film Award des meilleurs maquillages et coiffures pour Nadia Stacey
- Oscars 2019 :
  - Oscar de la meilleure actrice pour Olivia Colman
- Prix du cinéma européen 2019 :
  - Meilleur film
  - Meilleure comédie
  - Meilleur réalisateur
  - Meilleure actrice pour Olivia Colman
  - Meilleur photographe pour Robbie Ryan
  - Meilleur monteur pour Yorgos Mavropsaridis
  - Meilleur créateur de costumes pour Sandy Powell
  - Meilleur maquillage et coiffure pour Nadia Stacey

### Nominations
- Oscars 2019 :
  - Oscar du meilleur film
  - Oscar du meilleur réalisateur pour Yórgos Lánthimos
  - Oscar de la meilleure actrice dans un second rôle pour Emma Stone
  - Oscar de la meilleure actrice dans un second rôle pour Rachel Weisz
  - Oscar du meilleur scénario original pour Deborah Davis et Tony McNamara
  - Oscar des meilleurs décors pour Fiona Crombie et Alice Felton
  - Oscar de la meilleure création de costumes pour Sandy Powell
  - Oscar de la meilleure photographie pour Robbie Ryan
  - Oscar du meilleur montage pour Yorgos Mavropsaridis

- Golden Globes 2019 :
  - Golden Globe du meilleur film musical ou comédie
  - Golden Globe de la meilleure actrice dans un second rôle pour Emma Stone
  - Golden Globe de la meilleure actrice dans un second rôle pour Rachel Weisz
  - Golden Globe du meilleur scénario pour Deborah Davis et Tony McNamara

- BAFA 2019 :
  - British Academy Film Award du meilleur film
  - British Academy Film Award du meilleur réalisateur pour Yórgos Lánthimos
  - British Academy Film Award de la meilleure photographie pour Robbie Ryan
  - British Academy Film Award de la meilleure actrice dans un second rôle pour Emma Stone